# Россия на «Детском Евровидении — 2019»
Россия участвовала на Детском Евровидении 2019 15-й раз. Тогда представили Татьяна Меженцева и Денберел Ооржак с песней «Время для нас». В итоге заняли 13 место, набрав 72 балла.

## Прошлые участия
Россия до Евровидения-2019 выступала 14 раз с 2005 и с момента дебюта, ни разу не пропустила конкурс. До 2019 она выиграла 2 раза. Первую победу принесли Сёстры Толмачёвы с песней «Весенний джаз» в 2006 году. Позже Сестры Толмачёвы также отправятся представить Россию на Евровидение 2014 и займут 7 место. И в 2017 году с песней «Крылья» принесла победу Полина Богусевич. До 2019 года худшим результатом являлось 10 место в 2018 году.

## Исполнители

### Татьяна Меженцева
Татьяна Меженцева родилась в Москве, Россия, 14 декабря 2009 года. Она начала петь в возрасте четырех лет. Она училась в Мастерской эстрадного искусства под руководством Аллы Пугачевой, а затем стала студенткой Академии Игоря Крутого. На конкурсе Детская Новая волна, проходившем в Крыму, Меженцева познакомилась и подружилась с Денберелом Ооржаком, и они решили создать дуэт. Позже отправилась во второй раз представить Россию на Детском Евровидении 2021 и заняла 7 место.

### Денберел Ооржак
Денберел Ооржак с Кызыла. Он в 2019 году выиграл проект «Ты супер!», а также выиграл Детскую Новую Волну. Его воспитывает бабушка.

## Голосование
| Баллы                  | Россия отдала          | Россия получила |
| ---------------------- | ---------------------- | --------------- |
| онлайн-телеголосование | онлайн-телеголосование | 57              |
| 12 баллов              | Австралия              | —               |
| 10 баллов              | Армения                | Армения         |
| 8 баллов               | Казахстан              | —               |
| 7 баллов               | Македония              | —               |
| 6 баллов               | Ирландия               | —               |
| 5 баллов               | Албания                | —               |
| 4 балла                | Нидерланды             | —               |
| 3 балла                | Сербия                 | Казахстан       |
| 2 балла                | Италия                 | Португалия      |
| 1 балл                 | Польша                 | —               |

## На Детском Евровидении
Конкурс комментировали Лера Кудрявцева и Вадим Такменёв, а баллы оглашала Хрюша. Впервые и в единственный раз конкурс транслировали одновременно телеканалы Карусель и НТВ.
Татьяна Меженцева и Денберел Ооржак выступили под номером 3, после Франции и перед Македонии. По итогу голосовании национального жюри и телеголосования, заняли 13 место набрав 72 балла, с тем самым принесли  худший результат, который действуется и по сей день.

### Инциденты с Денберелом Ооржаком
Во время первой репетиции Ооржак упал в обморок из-за волнения. На генеральном прогоне за его спиной стояли врачи, однако на самом конкурсе он не показал слабости. Только после их выступления стало известно, что у него отключился ушной монитор, и все время на сцене он провел без него.

## Перед Детским Евровидением
Российская телекомпания ВГТРК, сообщил 4 декабря 2018 года, что они будут участвовать на Детском Евровидении 2019. Материалы для абитуриентов были открыты в период с 18 декабря по 20 марта, прослушивание этап проходил в столице, Москве, в апреле 2019. ВГТРК заявил 16 сентября, что в общей сложности одиннадцать артистов будут соревноваться в национальном финале. национальный отбор участника для России на конкурс "Детское Евровидение" 2019, которая прошла в Крокус Сити Холл в Москве на 24 сентября 2019 года и транслировался по телевидению на следующий день на 25 сентября. Победитель был определен путем голосования 50% членов жюри и 50% интернет-голосования, которое открылось 17 сентября и закрылось 23 сентября. Татьяна Меженцева и Денберел Ооржак выиграли национальный отбор с песней "Время для нас".
| №  | Участник                            | Песня               | Голоса жюри | Голоса зрителей | Общий балл | Место |
| -- | ----------------------------------- | ------------------- | ----------- | --------------- | ---------- | ----- |
| 1  | Ксения Кушнер                       | «Девушки не плачут» | 92          | 86              | 178        | 7     |
| 2  | Татьяна Меженцева и Денберел Ооржак | «Время для нас»     | 102         | 839             | 941        | 1     |
| 3  | Никита Мороз                        | «Никита и друзья»   | 70          | 195             | 265        | 3     |
| 4  | Маргарита Стрюкова                  | «В моём небе»       | 92          | 155             | 247        | 5     |
| 5  | Михаил Ногинский                    | «Супергерой»        | 81          | 139             | 220        | 6     |
| 6  | Марьяна Титова                      | «Мы легенды»        | 63          | 190             | 253        | 4     |
| 7  | Как подростки                       | «Папенькины дочки»  | 78          | 22              | 100        | 11    |
| 8  | Юлия Солнышкова                     | «Яркий свет»        | 61          | 56              | 117        | 10    |
| 9  | Алиса Приточкина                    | «Выбирай любовь»    | 62          | 103             | 165        | 8     |
| 10 | Мария Мира                          | «Путь к мечте»      | 102         | 29              | 131        | 9     |
| 11 | Даниил Хачатуров                    | «Жизнь»             | 84          | 770             | 859        | 2     |